# ГЕС Петаяскоскі
ГЕС Петаяскоскі (фін. Petäjäskosken voimalaitos) — гідроелектростанція на півночі Фінляндії у провінції Лапландія. Входить до каскаду на річці Кемійокі (впадає у північну частину Ботнічної затоки), знаходячись між ГЕС Валаяскоскі (вище за течією) та Оссаускоскі. Станом на середину 2010-х років друга за потужністю ГЕС в країні.
Станція, споруджена у 1953—1957 роках, стала першою в каскаді на Кемійокі. Ліву протоку перекрили бетонною греблею із сімома шлюзами для перепуску надлишкової води, а у правій збудували машинний зал. Загальна довжина бетонних гребель 231 метр, крім того, споруджено понад 0,8 км земляних дамб висотою до 23 метрів. Як наслідок вище за течією річки утворилося витягнуте водосховище площею поверхні 27,9 км2 та об'ємом 115,4 млн м3.
Машинний зал первісно був обладнаний трьома турбінами типу Каплан загальною потужністю 135 МВт, які при напорі у 20,5 м забезпечували середньорічне виробництво на рівні 632 млн кВт·год електроенергії. З 1996 по 2011 внаслідок декількох етапів модернізації потужність ГЕС Петаяскоскі збільшили до 182 МВт (річне виробництво зросло не так сильно — до 687 млн кВт·год).